# Harku (plaats)
Harku (Duits: Hark) is een plaats in de Estlandse gemeente Harku, provincie Harjumaa. De plaats heeft de status van groter dorp of vlek (Estisch: alevik).

## Bevolking
De plaats had 868 inwoners op 31 december 2011 en 720 inwoners op 31 december 2021.

## Ligging
Harku ligt aan de Põhimaantee 8, de hoofdweg van Tallinn naar Paldiski.
Harku heeft een gevangenis. Deze gevangenis heeft altijd een vrouwenafdeling gehad. De latere minister-president en burgemeester van Tallinn Edgar Savisaar is hier geboren.

## Geschiedenis
In 1241 werd een dorp Harkua genoemd in het Grondboek van Waldemar. Het lag op de plaats waar nu Tiskre ligt. In 1371 wordt melding gemaakt van een landgoed Harke. Harkua behoorde tot het landgoed Harke, maar het huidige Harku is voortgekomen uit een dorpje met de naam Harkumõisa in het kerngebied van het landgoed.
Het landgoed behoorde eerst toe aan de Lijflandse Orde. Bij Harku ligt nog een ruïne van een klein fort dat in die tijd is gebouwd. Later kwam het in particuliere handen. Eigenaren waren onder anderen de families von Uexkuell, von Budberg en von Ungern-Sternberg. In 1710 gaf in het toenmalige landhuis van Harku het Zweedse garnizoen in Tallinn zich over aan de Russische troepen. Voor Estland markeerde dit het einde van de Grote Noordse Oorlog.
De kern van het huidige landhuis dateert uit de 17e eeuw, maar het is sindsdien vele malen verbouwd, het laatst in 1875. Sinds 1957 is in het gebouw het Centrum voor Experimentele Biologie (Estisch: Eksperimentaalbioloogia Instituut) gevestigd. Rond het landhuis ligt een park van 20 hectare.

## Foto's

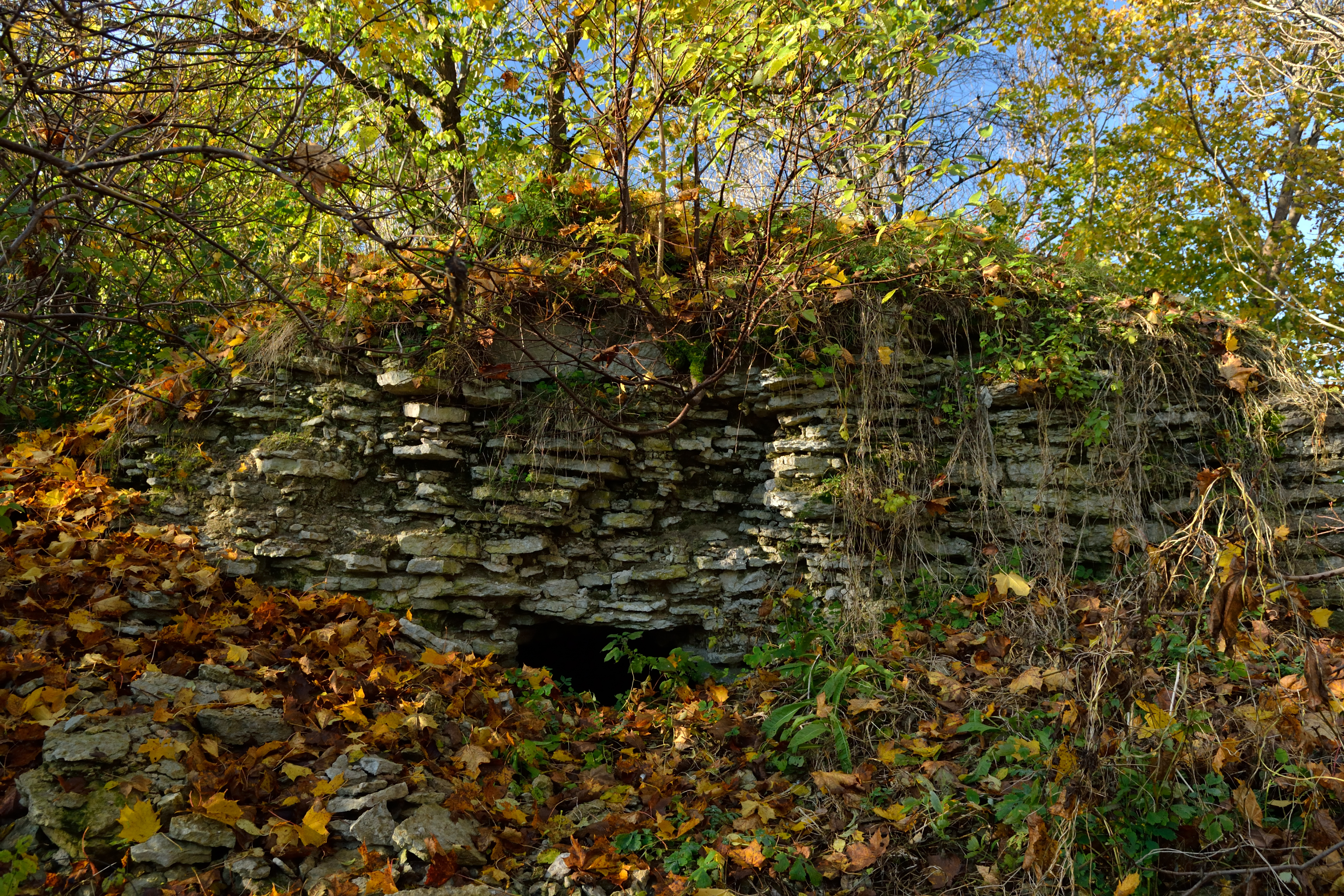
Restant van de burcht van Harku
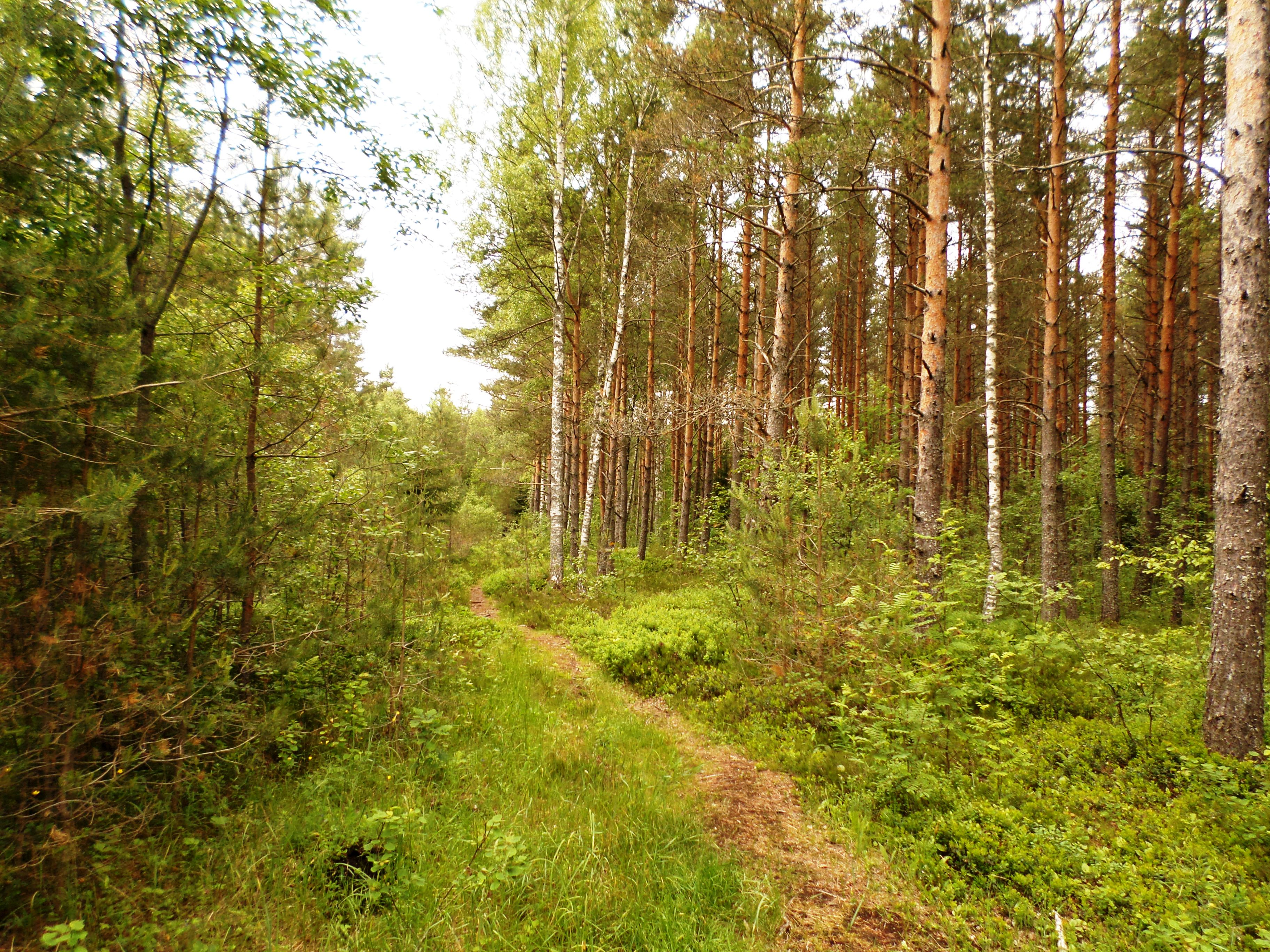
Bos bij Harku
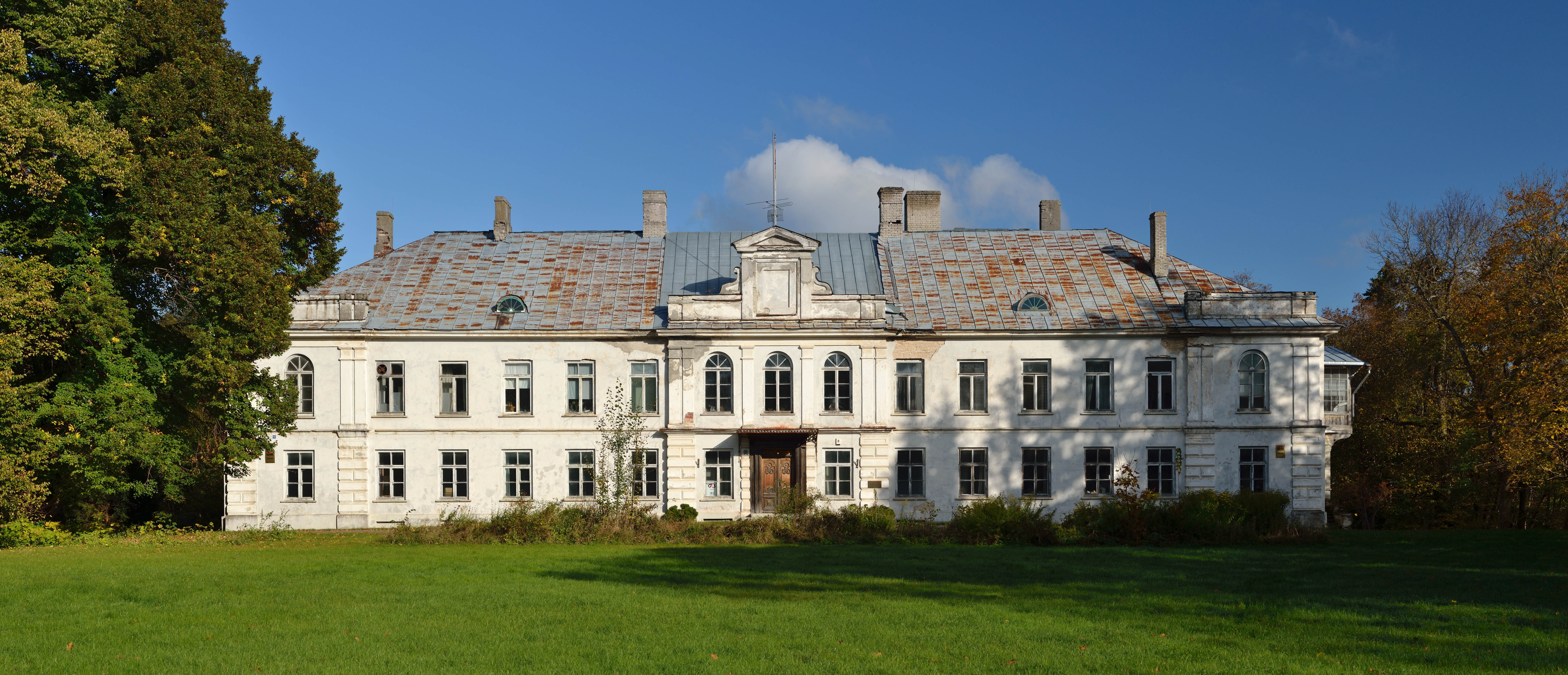
Landhuis van Harku
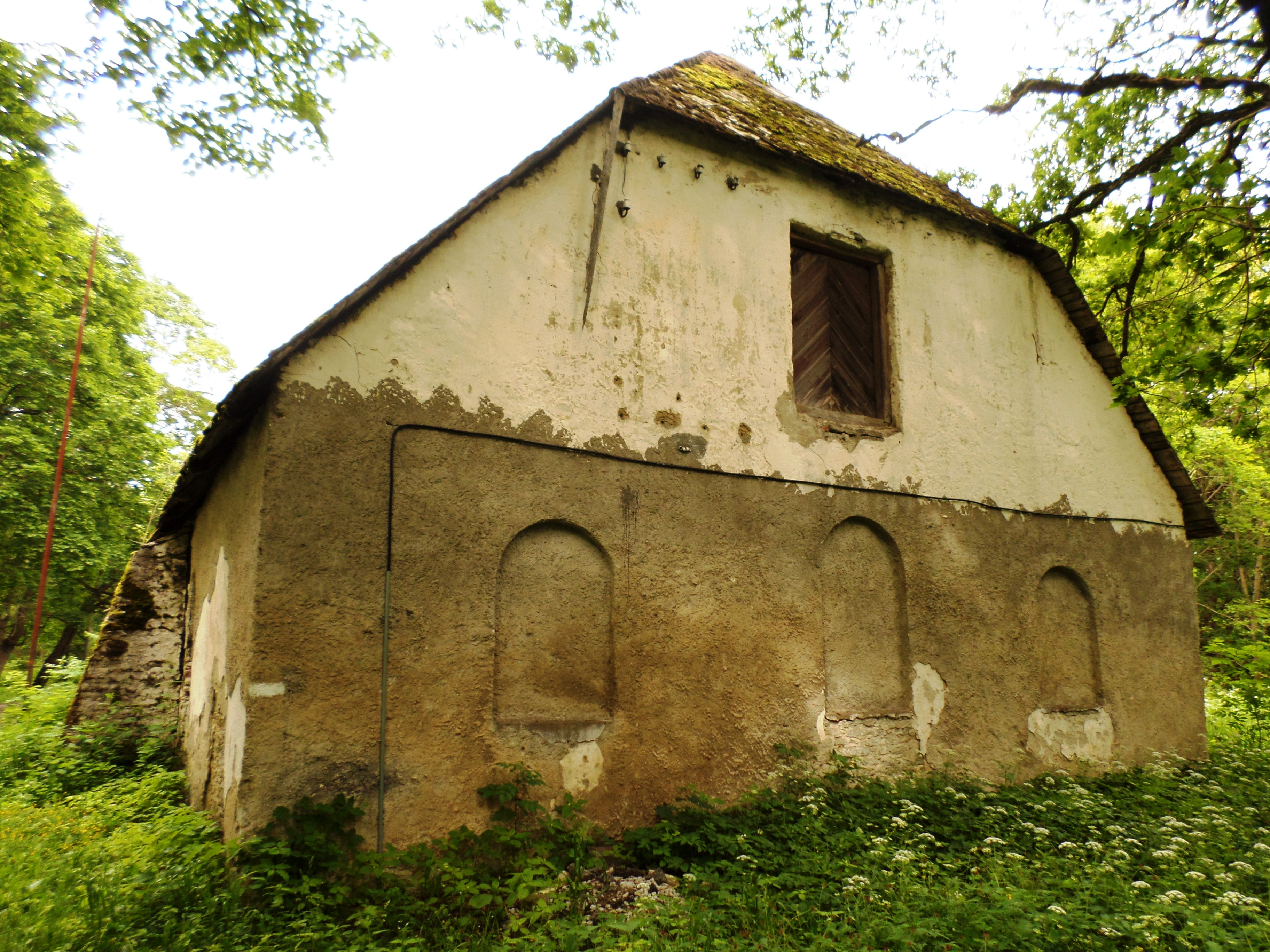
Voormalige graanschuur
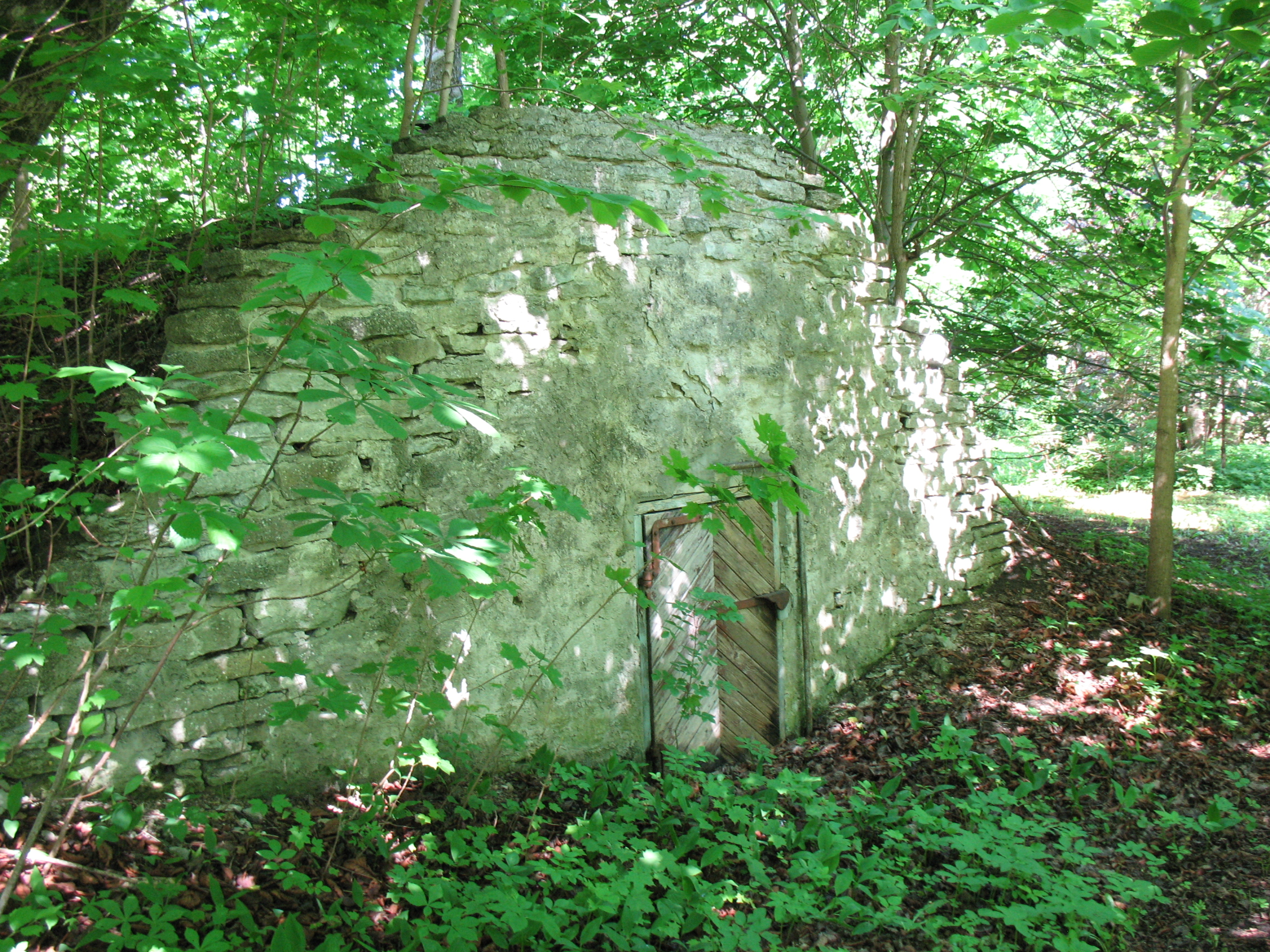
Voormalige ijskelder
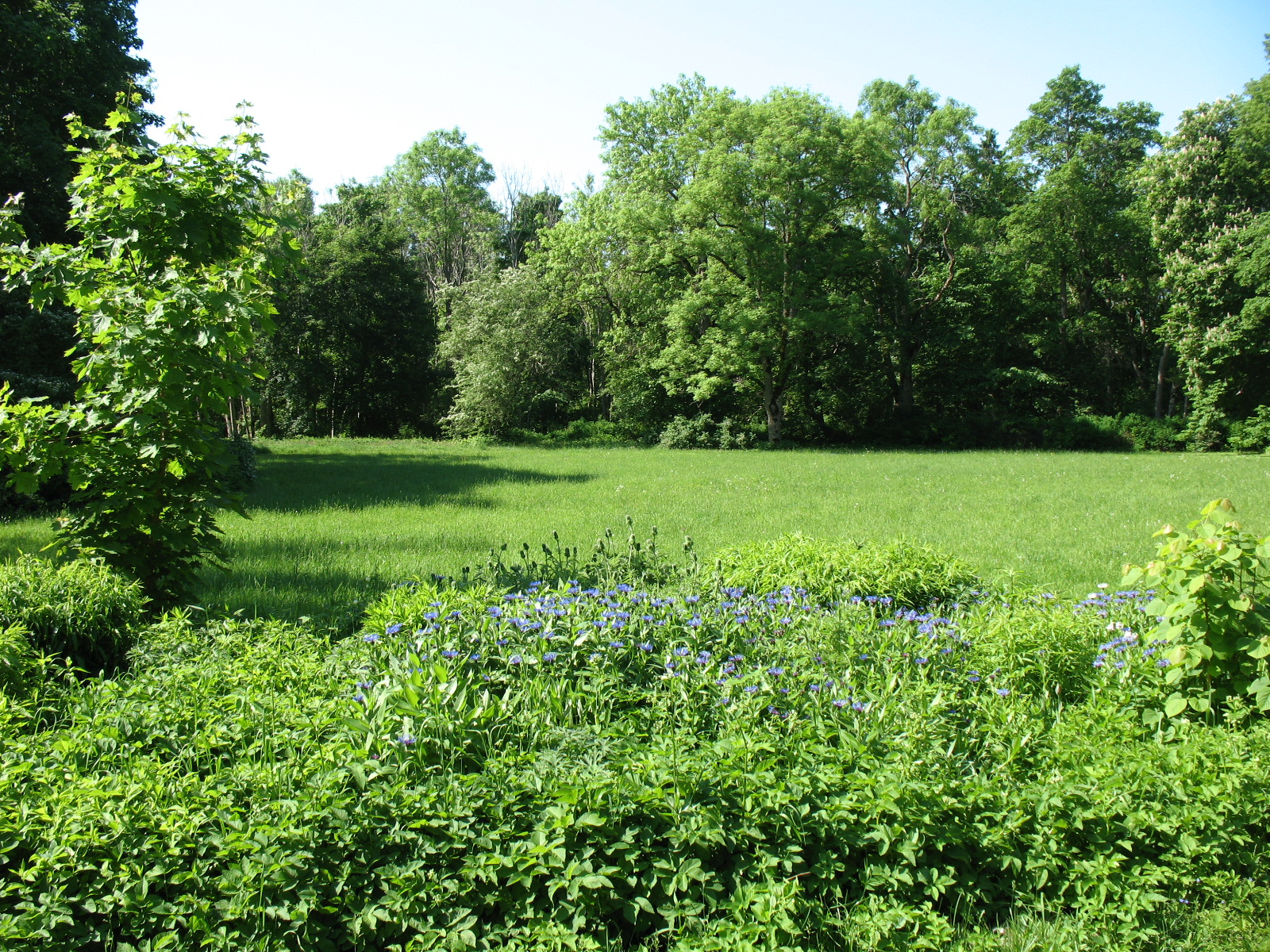
Park bij het landhuis

## Geboren in Harku
- Edgar Savisaar (1950-2022), minister-president en burgemeester van Tallinn